# Carphédon
Le Carphédon (ou Phenylpiracétam ou Phenotropil) est une substance analogue au nootrope piracétam. Développée en 1983 en Russie, elle est utilisée chez l'être humain en tant que stimulant pour augmenter l'endurance et la résistance aux températures extrêmes. Elle est notamment utilisée par les astronautes russes.
exerce un effet anti-dépresseur , anxiolytique , antipsychotiques, anti-amnésique contre la fatigue chronique et effet coupe faim et rapporté que le médicament réduisait la glycémie chez ces animaux.
Le phénylpiracétam augmente la vigilance , la concentration , la mémoire et l'apprentissage.
Augmente l' endurance physique et offre une meilleure tolérance au froid.
Le phénylpiracétam inverse les effets dépresseurs de la benzodiazépine diazépam , augmente le comportement opérant , inhibe le nystagmus post-rotationnel , prévient l' amnésie rétrograde et possède des propriétés anticonvulsivantes.

## Pharmacologie
Il agirait sur la Dopamine, la Noradrénaline, et, surtout, sur les récepteurs nicotiniques et le récepteur AMPA, ce qui peut en faire une Ampakine

## Dopage
Son emploi était originellement réservé aux militaires en augmentant leur endurance , avant de se répandre dans le milieu sportif à partir des années 1990. Pour ses propriétés dopantes, il est ajouté à liste des substances interdites du Comité international olympique en 1998. Parmi les cas positifs les plus célèbres se trouvent ceux de la biathlète Olga Pyleva et du cycliste Danilo Hondo.